# 경산시·경산군·청도군
경산시·경산군·청도군은 대한민국의 옛 국회의원 선거구이다. 당시 경상북도 경산시, 경산군, 청도군 지역을 관할했다.

## 역사
1989년 1월, 경산군 경산읍이 경산시로 승격되었다. 이에 제14대 국회의원 선거를 앞두고 경산군·청도군 선거구가 경산시·경산군·청도군 선거구로 개편되었다.
1995년 1월, 경산시와 경산군이 통합되면서 통합 경산시가 출범되었다. 이에 제15대 국회의원 선거를 앞두고 경산시·청도군 선거구로 개편되었다.

## 역대 국회의원
| 선거   | 정당 | 정당       | 의원   |
| ------ | ---- | ---------- | ------ |
| 1992년 |      | 민주자유당 | 이영창 |

## 역대 선거 결과

### 대한민국 제14대 국회의원 선거
|  | 54.37% |

|  | 22.39% |

|  | 9.91% |

|  | 7.42% |

|  | 4.49% |

|  | 1.40% |